# 6e étape du Tour de France 1997
Pour un article plus général, voir Tour de France 1997.
La sixième étape du Tour de France 1997 s'est déroulée le 11 juillet 1997 entre Le Blanc et Marennes  sur un parcours de 215,5 km. Elle a été remportée au sprint par le Néerlandais Jeroen Blijlevens.

## Classement de l'étape
| \| Classement de l'étape \| Classement de l'étape \| Classement de l'étape \| Classement de l'étape \| Classement de l'étape \| \| Coureur \| Coureur \| Pays \| Équipe \| Temps \| \| --------------------- \| ------------------------ \| --------------------- \| ---------------------------- \| --------------------- \| \| 1er \| Jeroen Blijlevens \| Pays-Bas \| TVM-Farm Frites \| 5 h 58 min 09 s \| \| 2e \| Djamolidine Abdoujaparov \| Ouzbekistan \| Lotto-Isoglass \| + 0 s \| \| 3e \| Mario Traversoni \| Italie \| Mercatone Uno \| + 0 s \| \| 4e \| Nicola Minali \| Italie \| Batik-Del Monte \| + 0 s \| \| 5e \| Frédéric Moncassin \| France \| Gan \| + 0 s \| \| 6e \| Robbie McEwen \| Australie \| Rabobank \| + 0 s \| \| 7e \| Fabio Baldato \| Italie \| MG Boys Maglificio-Technogym \| + 0 s \| \| 8e \| Damien Nazon \| France \| La Française des jeux \| + 0 s \| \| 9e \| Massimo Strazzer \| Italie \| Alessio-Bianchi \| + 0 s \| \| 10e \| François Simon \| France \| Gan \| + 0 s \| |                          |             |                              |                 |
| |                          |             |                              |                 |
| |                          |             |                              |                 |
| Classement de l'étape |                          |             |                              |                 |
| Coureur | Coureur                  | Pays        | Équipe                       | Temps           |
| 1er | Jeroen Blijlevens        | Pays-Bas    | TVM-Farm Frites              | 5 h 58 min 09 s |
| 2e | Djamolidine Abdoujaparov | Ouzbekistan | Lotto-Isoglass               | + 0 s           |
| 3e | Mario Traversoni         | Italie      | Mercatone Uno                | + 0 s           |
| 4e | Nicola Minali            | Italie      | Batik-Del Monte              | + 0 s           |
| 5e | Frédéric Moncassin       | France      | Gan                          | + 0 s           |
| 6e | Robbie McEwen            | Australie   | Rabobank                     | + 0 s           |
| 7e | Fabio Baldato            | Italie      | MG Boys Maglificio-Technogym | + 0 s           |
| 8e | Damien Nazon             | France      | La Française des jeux        | + 0 s           |
| 9e | Massimo Strazzer         | Italie      | Alessio-Bianchi              | + 0 s           |
| 10e | François Simon           | France      | Gan                          | + 0 s           |

## Classement général
Peu de changement au classement général à la suite de cette étape. Le Français Cédric Vasseur (Gan) conserve la tête du classement général. Il devance maintenant l'Allemand Erik Zabel (Deutsche Telekom) qui, grâce à des bonifications prises en cours de route, s'empare de la seconde place devant l'Italien Mario Cipollini (Saeco-Estro). Ils sont à respectivement deux minutes neuf secondes et deux minutes et quinze secondes du porteur du maillot jaune.
| \| Classement général \| Classement général \| Classement général \| Classement général \| Classement général \| \| Coureur \| Coureur \| Pays \| Équipe \| Temps \| \| ------------------ \| ------------------- \| ------------------ \| ------------------ \| ------------------ \| \| 1er \| Cédric Vasseur \| France \| Gan \| 34 h 12 min 44 s \| \| 2e \| Erik Zabel \| Allemagne \| Deutsche Telekom \| + 2 min 09 s \| \| 3e \| Mario Cipollini \| Italie \| Saeco-Estro \| + 2 min 15 s \| \| 4e \| Chris Boardman \| Royaume-Uni \| Gan \| + 2 min 54 s \| \| 5e \| Jan Ullrich \| Allemagne \| Deutsche Telekom \| + 2 min 56 s \| \| 6e \| Frank Vandenbroucke \| Belgique \| Mapei-GB \| + 3 min 00 s \| \| 7e \| Stuart O'Grady \| Australie \| Gan \| + 3 min 03 s \| \| 8e \| Frédéric Moncassin \| France \| Gan \| + 3 min 04 s \| \| 9e \| Abraham Olano \| Espagne \| Banesto \| + 3 min 04 s \| \| 10e \| Laurent Jalabert \| France \| ONCE \| + 3 min 06 s \| |                     |             |                  |                  |
| |                     |             |                  |                  |
| |                     |             |                  |                  |
| Classement général |                     |             |                  |                  |
| Coureur | Coureur             | Pays        | Équipe           | Temps            |
| 1er | Cédric Vasseur      | France      | Gan              | 34 h 12 min 44 s |
| 2e | Erik Zabel          | Allemagne   | Deutsche Telekom | + 2 min 09 s     |
| 3e | Mario Cipollini     | Italie      | Saeco-Estro      | + 2 min 15 s     |
| 4e | Chris Boardman      | Royaume-Uni | Gan              | + 2 min 54 s     |
| 5e | Jan Ullrich         | Allemagne   | Deutsche Telekom | + 2 min 56 s     |
| 6e | Frank Vandenbroucke | Belgique    | Mapei-GB         | + 3 min 00 s     |
| 7e | Stuart O'Grady      | Australie   | Gan              | + 3 min 03 s     |
| 8e | Frédéric Moncassin  | France      | Gan              | + 3 min 04 s     |
| 9e | Abraham Olano       | Espagne     | Banesto          | + 3 min 04 s     |
| 10e | Laurent Jalabert    | France      | ONCE             | + 3 min 06 s     |

## Classements annexes
| Classement par points | Classement par points | Classement par points | Classement par points | Classement par points |
| Coureur               | Coureur               | Pays                  | Équipe                | Points                |
| --------------------- | --------------------- | --------------------- | --------------------- | --------------------- |
| 1er                   | Erik Zabel            | Allemagne             | Deutsche Telekom      | 158 pts               |
| 2e                    | Mario Cipollini       | Italie                | Saeco-Estro           | 151 pts               |
| 3e                    | Frédéric Moncassin    | France                | Gan                   | 127 pts               |
| 4e                    | Jeroen Blijlevens     | Pays-Bas              | TVM-Farm Frites       | 107 pts               |
| 5e                    | Mario Traversoni      | Italie                | Mercatone Uno         | 82 pts                |

| Classement par points | Classement par points | Classement par points | Classement par points | Classement par points |
| Coureur               | Coureur               | Pays                  | Équipe                | Points                |
| --------------------- | --------------------- | --------------------- | --------------------- | --------------------- |
| 1er                   | Erik Zabel            | Allemagne             | Deutsche Telekom      | 158 pts               |
| 2e                    | Mario Cipollini       | Italie                | Saeco-Estro           | 151 pts               |
| 3e                    | Frédéric Moncassin    | France                | Gan                   | 127 pts               |
| 4e                    | Jeroen Blijlevens     | Pays-Bas              | TVM-Farm Frites       | 107 pts               |
| 5e                    | Mario Traversoni      | Italie                | Mercatone Uno         | 82 pts                |

| Classement de la montagne | Classement de la montagne | Classement de la montagne | Classement de la montagne       | Classement de la montagne |
| Coureur                   | Coureur                   | Pays                      | Équipe                          | Points                    |
| ------------------------- | ------------------------- | ------------------------- | ------------------------------- | ------------------------- |
| 1er                       | Laurent Brochard          | France                    | Festina-Lotus                   | 41 pts                    |
| 2e                        | Cyril Saugrain            | France                    | Cofidis-Le Crédit par Téléphone | 11 pts                    |
| 3e                        | Artūras Kasputis          | Lituanie                  | Casino, c'est votre équipe      | 10 pts                    |
| 4e                        | Pascal Hervé              | France                    | Festina-Lotus                   | 6 pts                     |
| 5e                        | François Simon            | France                    | Gan                             | 6 pts                     |

| Classement de la montagne | Classement de la montagne | Classement de la montagne | Classement de la montagne       | Classement de la montagne |
| Coureur                   | Coureur                   | Pays                      | Équipe                          | Points                    |
| ------------------------- | ------------------------- | ------------------------- | ------------------------------- | ------------------------- |
| 1er                       | Laurent Brochard          | France                    | Festina-Lotus                   | 41 pts                    |
| 2e                        | Cyril Saugrain            | France                    | Cofidis-Le Crédit par Téléphone | 11 pts                    |
| 3e                        | Artūras Kasputis          | Lituanie                  | Casino, c'est votre équipe      | 10 pts                    |
| 4e                        | Pascal Hervé              | France                    | Festina-Lotus                   | 6 pts                     |
| 5e                        | François Simon            | France                    | Gan                             | 6 pts                     |

| Classement du meilleur jeune | Classement du meilleur jeune | Classement du meilleur jeune | Classement du meilleur jeune | Classement du meilleur jeune |
| Coureur                      | Coureur                      | Pays                         | Équipe                       | Temps                        |
| ---------------------------- | ---------------------------- | ---------------------------- | ---------------------------- | ---------------------------- |
| 1er                          | Jan Ullrich                  | Allemagne                    | Deutsche Telekom             | 34 h 15 min 40 s             |
| 2e                           | Frank Vandenbroucke          | Belgique                     | Mapei-GB                     | + 4 s                        |
| 3e                           | Stuart O'Grady               | Australie                    | Gan                          | + 7 s                        |
| 4e                           | Peter Luttenberger           | Autriche                     | Rabobank                     | + 27 s                       |
| 5e                           | Daniele Nardello             | Italie                       | Mapei-GB                     | + 36 s                       |

| Classement du meilleur jeune | Classement du meilleur jeune | Classement du meilleur jeune | Classement du meilleur jeune | Classement du meilleur jeune |
| Coureur                      | Coureur                      | Pays                         | Équipe                       | Temps                        |
| ---------------------------- | ---------------------------- | ---------------------------- | ---------------------------- | ---------------------------- |
| 1er                          | Jan Ullrich                  | Allemagne                    | Deutsche Telekom             | 34 h 15 min 40 s             |
| 2e                           | Frank Vandenbroucke          | Belgique                     | Mapei-GB                     | + 4 s                        |
| 3e                           | Stuart O'Grady               | Australie                    | Gan                          | + 7 s                        |
| 4e                           | Peter Luttenberger           | Autriche                     | Rabobank                     | + 27 s                       |
| 5e                           | Daniele Nardello             | Italie                       | Mapei-GB                     | + 36 s                       |

| Classement par équipes | Classement par équipes     | Classement par équipes | Classement par équipes |
| Équipe                 | Équipe                     | Pays                   | Temps                  |
| ---------------------- | -------------------------- | ---------------------- | ---------------------- |
| 1re                    | Gan                        | France                 | 84 h 49 min 25 s       |
| 2e                     | Deutsche Telekom           | Allemagne              | + 3 min 38 s           |
| 3e                     | US Postal Service          | États-Unis             | + 3 min 42 s           |
| 4e                     | Mapei-GB                   | Italie                 | + 4 min 20 s           |
| 5e                     | Casino, c'est votre équipe | France                 | + 4 min 29 s           |

| Classement par équipes | Classement par équipes     | Classement par équipes | Classement par équipes |
| Équipe                 | Équipe                     | Pays                   | Temps                  |
| ---------------------- | -------------------------- | ---------------------- | ---------------------- |
| 1re                    | Gan                        | France                 | 84 h 49 min 25 s       |
| 2e                     | Deutsche Telekom           | Allemagne              | + 3 min 38 s           |
| 3e                     | US Postal Service          | États-Unis             | + 3 min 42 s           |
| 4e                     | Mapei-GB                   | Italie                 | + 4 min 20 s           |
| 5e                     | Casino, c'est votre équipe | France                 | + 4 min 29 s           |